# دوغان أردوغان
دوغان أردوغان (بالتركية: Doğan Erdoğan) هو لاعب كرة قدم تركي، ولد في 22 أغسطس 1996 في سامسون في تركيا. شارك مع منتخب تركيا الوطني لكرة القدم تحت 15 سنة. أما مع النوادي، فقد لعب مع سامسون سبور ولاسك لينتس.

## وصلات خارجية
- دوغان أردوغان على موقع الاتحاد الأوربي (الإنجليزية)
- دوغان أردوغان على موقع اتحاد تركيا (لاعب) (الإنجليزية)
- دوغان أردوغان على موقع قاعدة بيانات كرة القدم.إي يو (الإنجليزية)
- دوغان أردوغان على موقع Soccerway.com (الإنجليزية)
- دوغان أردوغان على موقع عالم كرة القدم.نت (الإنجليزية)